# 杰克·鲍尔 (自行车运动员)
杰克·鲍尔（英語：Jack Bauer，1985年4月7日—），新西兰男子自行车运动员。他曾代表新西兰参加2010年、2014年、2018年和2022年英联邦运动会自行车比赛，其中2014年英联邦运动会获得一枚银牌。